# Handball-Bayernliga 1962/63
Die Saison 1962/63 der Handball-Bayernliga wurde unter dem Dach des „Bayerischen Handballverbandes“ (BHV) organisiert, sie war die fünfte Spielzeit der bayerischen Handballliga und als eine der höchsten Spielklassen im deutschen Ligensystem eingestuft.

## Bayerische Meisterschaft
Die ersten drei Plätze waren am Ende der Saison punktgleich, so mussten in Entscheidungsspielen der Meister und Vizemeister ermittelt werden Dabei konnten sich Ansbach die Meisterschaft und Milbertshofen den 2. Platz sichern. Allerdings nahm neben dem Meister Ansbach nicht der Vizemeister Milbertshofen, sondern der Drittplatzierte ESV München-Laim an der Endrunde zur süddeutschen Meisterschaft teil.  Coburg-Neuses und Schwabing belegten die Abstiegsplätze. Vermutlich verzichtete Milbertshofen auf die Teilnahme.

### Modus
Es spielte jedes Team nur einmal gegeneinander, ohne Rückrunde. So war bereits nach sieben Spieltagen die Meisterschaft entschieden. Meister und Vizemeister waren zur Teilnahme an der Süddeutschen Meisterschaft qualifiziert. Die Plätze sieben und acht waren die Absteiger.

## Teilnehmer
An der Bayernliga 1962/63 nahmen acht Mannschaften teil. Titelverteidiger war der TSV Ansbach und neu in der Liga waren die Aufsteiger TV Coburg-Neuses und TSV Milbertshofen. Nicht mehr dabei waren die Absteiger der Vorsaison TSV 09 Landshut und TG 1848 Würzburg.

### Abschlusstabelle
|    | Mannschaft            | Spiele | Punkte |
| -- | --------------------- | ------ | ------ |
| 1. | TSV 1860 Ansbach (M)  | 7      | 10:4   |
| 2. | TSV Milbertshofen (N) | 7      | 10:4   |
| 3. | ESV München-Laim      | 7      | 10:4   |
| 4. | Post SV München       | 7      | 9:5    |
| 5. | TSV 1861 Zirndorf     | 7      | 8:6    |
| 6. | Regensburger TS       | 7      | 5:9    |
| 7. | TV Coburg-Neuses (N)  | 7      | 4:10   |
| 8. | MTSV Schwabing        | 7      | 0:14   |

Bereich des „Bayer. Handballverbandes“ (BHV)

(M) = Meister (Titelverteidiger) (N) = Neu in der Liga (Aufsteiger) 

Bayerischer Meister und für die Endrunde zur Süddeutschen Meisterschaft qualifiziert
Teilnehmer an der Endrunde zur Süddeutschen Meisterschaft 1963.
 Für die Bayernliga 1963/64 qualifiziert
Absteiger

### Entscheidungsspiele
Da die Mannschaften der ersten drei Plätze am Schluss der Runde Punktgleich waren, kam es zu Entscheidungsspielen.

TSV Ansbach – ESV Lain 6:4, TSV Ansbach – TSV Milbertshofen 7:4, TSV Milbertshofen – ESV Laim 7:4
 Obwohl der TSV Milbertshofen den zweiten Platz für sich entscheiden konnte, nahm der Drittplatzierte ESV Laim an der
 Süddeutschen Meisterschaft teil.